# Temporada (televisión)
En medios de comunicación audiovisuales, una temporada es la forma primaria de dividir el contenido de una serie de televisión, de acuerdo al período de tiempo en el cual se emite originalmente (es decir, sin contar las reposiciones) y tiene 2 meses de duración
. Lo más usual es que cada temporada incluya a los episodios que se emitieron durante aproximadamente un año (temporada anual). Aunque ese año de duración suele incluir lapsos en las que no se emitan capítulos (generalmente al final). Además suele haber una correspondencia en la trama a cada temporada, de manera similar a cada elemento de una saga; por ejemplo compartiendo una subtrama. Muchas veces, esta división también aplica a otros formatos de programa de televisión o radio.
Las temporadas a su vez suelen dividirse en capítulos o episodios que comúnmente duran una emisión. Aunque a veces se divide en varias emisiones. Los capítulos de las series de televisión comparten una similitud conceptual con los capítulos de los libros, en relación con su trama.